# Beautiful Songs (コンサート)
『Beautiful Songs』（ビューティフル・ソングス）は、2000年7月にミュージシャンである大貫妙子、奥田民生、鈴木慶一、宮沢和史、矢野顕子の5人が集結し、東京国際フォーラム等で開催されたコンサートのタイトル。

## 概要
”うた” を歌いたい、”うた” で集いたいと、レーベルの垣根を越えて大貫妙子、奥田民生、鈴木慶一、宮沢和史、矢野顕子という5人のアーティストが集まって実現したコンサートである。5人全員が自身のレパートリーの中から選んだ曲をソロで歌う以外にも、糸井重里が詞を書き下ろし5人それぞれが曲をつけた新曲も披露され、さらにこのステージのために選ばれた曲をデュエットや全員で歌うなどしたステージも展開された。
2000年10月18日には、このコンサートで披露された楽曲を全て収録したオムニバス・アルバム『LIVE Beautiful Songs』（ライブ・ビューティフル・ソングス）が、東芝EMI/EASTWORLDより発売された。規格品番はTOCT-24456・57。
2002年3月には同じメンバー、タイトルにより再度コンサートが開催された。

## LIVE Beautiful Songs

### 収録曲

#### DISC ONE
1. たったった / 奥田民生 (3:51)[4]
作詞・作曲: 奥田民生
  - アルバム『GOLDBLEND』収録曲。
2. Sweet Bitter Candy / 鈴木慶一・奥田民生 (4:22)[4]
作詞: 鈴木慶一・白井良明 / 作曲: 白井良明
  - ムーンライダーズのアルバム『月面讃歌』収録曲。
3. 月にハートを返してもらいに / 鈴木慶一 (5:22)[4]
作詞・作曲: 鈴木慶一
  - アルバム『SUZUKI白書』収録曲。
4. 横顔 / 大貫妙子・矢野顕子 (3:22)[4]
作詞・作曲: 大貫妙子
  - アルバム『MIGNONNE』収録曲。
5. Mon doux Soleil / 奥田民生・大貫妙子 (4:28)[4]
作詞・作曲: 大貫妙子 / フランス語詞: Stephane Dupont
  - アルバム『LUCY』収録曲。
6. 遠い町で / 宮沢和史・奥田民生 (4:21)[4]
作詞・作曲: 宮沢和史
  - アルバム『Sixteenth Moon』収録曲。
7. 突然の贈りもの / 大貫妙子 (5:05)[4]
作詞・作曲: 大貫妙子
  - アルバム『MIGNONNE』収録曲。
8. Rain / 宮沢和史・大貫妙子 (5:14)[4]
作詞・作曲: 大貫妙子
  - アルバム『LUCY』収録曲。
9. 抜殻 / 宮沢和史 (5:16)[4]
作詞・作曲: 宮沢和史
  - アルバム『Sixteenth Moon』収録曲。
10. 二人のハーモニー / 宮沢和史・矢野顕子 (4:02)[4]
作詞・作曲: 宮沢和史・矢野顕子
  - 矢野顕子 & 宮沢和史のシングル「二人のハーモニー」より。
11. ピーターラビットとわたし / 大貫妙子・奥田民生・鈴木慶一・宮沢和史・矢野顕子 (3:31)[4]
作詞・作曲: 大貫妙子
  - シングル「ピーターラビットとわたし」より。
12. イオン / 奥田民生・矢野顕子 (3:29)[4]
作詞・作曲: 奥田民生
  - アルバム『GOLDBLEND』収録曲。
13. ラーメンたべたい / 奥田民生 (4:42)[4]
作詞・作曲: 矢野顕子
  - アルバム『オーエス オーエス』収録曲。
14. すばらしい日々 / 矢野顕子 (6:37)[4]
作詞・作曲: 奥田民生
  - UNICORNのシングル「すばらしい日々」より。
15. ニットキャップマン / 鈴木慶一・矢野顕子 (4:12)[4]
作詞: 糸井重里 / 作曲: 岡田徹
  - ムーンライダーズのアルバム『Bizarre Music For You』収録曲。

#### DISC TWO
1. Beautifui Beautiful Songs 〜5つのうた / 矢野顕子 (2:56)[4]
作詞: 糸井重里 / 作曲: 矢野顕子
2. Beautifui Beautiful Songs 〜この部屋を飾る / 宮沢和史 (3:04)[4]
作詞: 糸井重里 / 作曲: 宮沢和史
3. Beautifui Beautiful Songs 〜ラ・ラ・ラ / 鈴木慶一 (3:18)[4]
作詞: 糸井重里 / 作曲: 鈴木慶一
4. Beautifui Beautiful Songs 〜それは恋人の犬か? / 奥田民生 (3:04)[4]
作詞: 糸井重里 / 作曲: 奥田民生
5. Beautifui Beautiful Songs 〜歌がうまれてる / 大貫妙子 (2:47)[4]
作詞: 糸井重里 / 作曲: 大貫妙子
6. 塀の上で / 大貫妙子・奥田民生・鈴木慶一・宮沢和史・矢野顕子 (6:07)[4]
作詞・作曲: 鈴木慶一
  - はちみつぱいのアルバム『センチメンタル通り』収録曲。
7. さすらい / 大貫妙子・奥田民生・鈴木慶一・宮沢和史・矢野顕子 (3:36)[4]
作詞・作曲: 奥田民生
  - シングル「さすらい」より。
8. それだけでうれしい / 大貫妙子・奥田民生・鈴木慶一・宮沢和史・矢野顕子 (6:00)[4]
作詞: 矢野顕子 / 作曲: 宮沢和史
  - 矢野顕子 & 宮沢和史のシングル「それだけでうれしい」より。

## 参加ミュージシャン
- Vocal, Chorus: 大貫妙子
- Vocal, Guitar, Chorus: 奥田民生
- Vocal, Guitar, Piano, Chorus: 鈴木慶一
- Vocal, Guitar, harp & Chorus: 宮沢和史
- Vocal, Keyboards, Piano, Chorus: 矢野顕子

- Bass, Percussion: 小原礼
- Acoustic Guitar: 笹子重治
- Violin, Mandolin, Trumpet, Chorus: 武川雅寛
- Drums, Persussion: 沼澤尚